# ラララ留学サポートセンター
LALALA Plus（ラララプラス）は、東京都渋谷区に本社を置く日本の留学エージェント。2009年にシドニーにて設立された。旧社名はラララ留学サポートセンター（ラララりゅうがくサポートセンター）。

## 概要
ウェブサイトの運営に力を入れており、2014年には業界初の語学留学費用自動見積もりサービスをリリースした。2018年に株式会社Quesqueが全株式を取得した。
当初はオーストラリアの語学学校/専門学校/大学のみを対象としていたが、現在ではアメリカ/カナダ/フィリピン向けのウェブサイトも運営している。

## 事業内容
オーストラリア/アメリカ/カナダ/フィリピンへの留学サポートを行う。主なサービス内容は以下。
- 学校の選定及び申込代行
- 滞在先手配
- 航空券の紹介
- 海外留学保険の手配
- ビザ申請代行
- 海外送金

## 沿革
2007年
- オーストラリア留学情報サイトが開設される。

2009年
- ラララ留学サポートセンター株式会社を設立し、アメリカ留学情報サイトを開設。STAトラベルと業務提携。

2010年
- カナダ留学情報サイトを開設する。

2014年
- 語学留学費用の自動見積もりサービスを開始する。

2016年
- フィリピン留学情報サイトを開設する。

2018年
- 株式会社Quesqueが買収。

2019年
- 保険代理店事業を開始する。

2021年
- 社名変更。
- 大阪支社を設立。

## 公式サイト
オーストラリア留学情報サイト
アメリカ留学情報サイト
カナダ留学情報サイト
フィリピン留学情報サイト